# Oude Wetering (Overijssel)

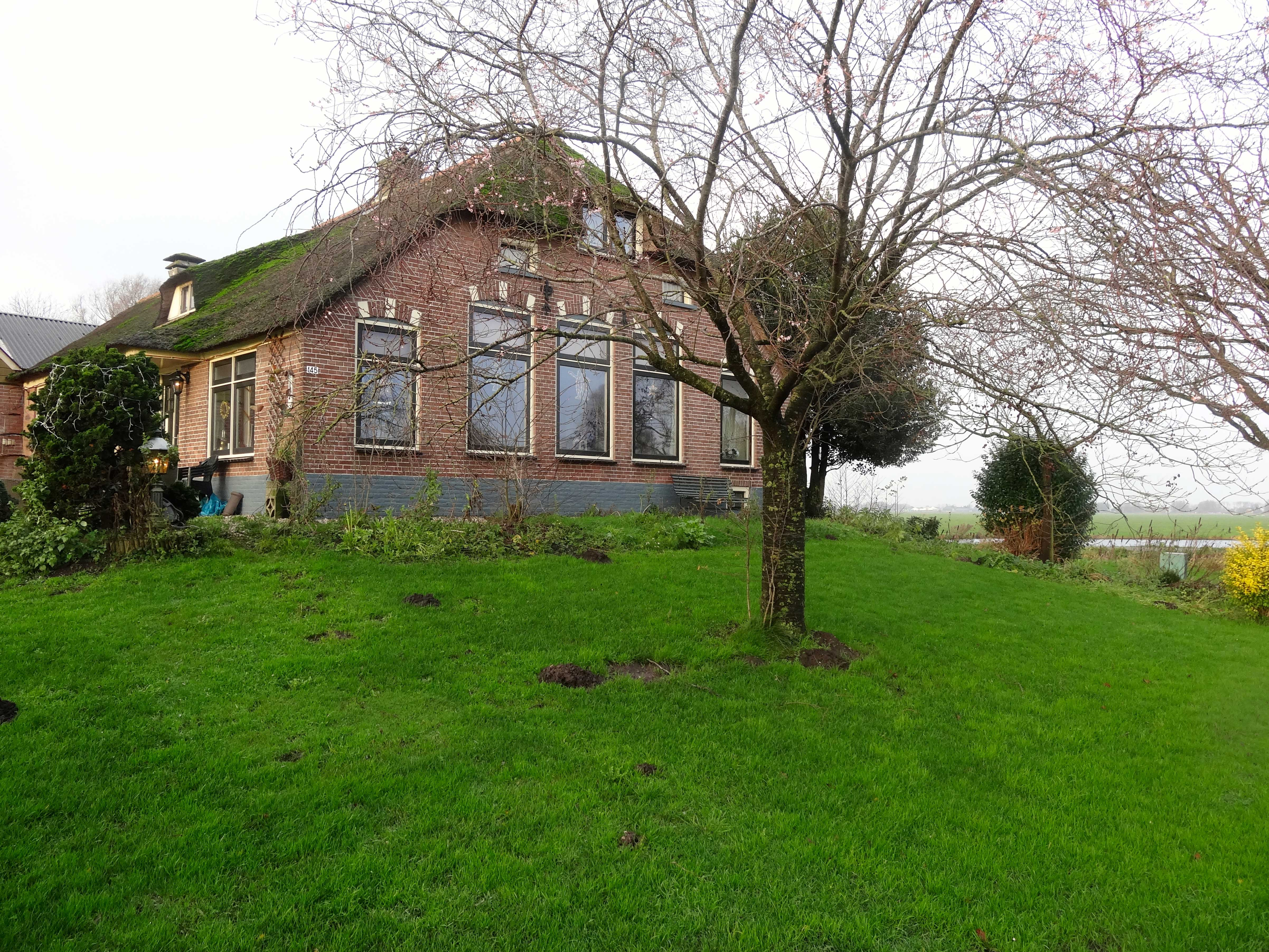
Boerderij op de terp 't Hanerik aan de Oude Wetering 145, in 2015 (rechts de wetering)

De Oude Wetering is een waterloop in de Nederlandse provincie Overijssel.
Het startpunt ligt bij de Groene Steeg in Mastenbroek. De wetering onttrekt het water uit vele sloten en andere weteringen uit de polder Mastenbroek. Deze polder heeft een beschermde cultuurhistorische status en is aangewezen als nationaal landschap.
De Oude Wetering mondt uit in het Zwarte Water bij Zwolle en watert zonder gemaal af via de sluis aan de Hasselterdijk. Deze sluis gaat alleen open als het waterpeil in het Zwarte Water lager is dan in de wetering. De Oude Wetering is slechts met kleine (plezier)vaartuigen gedeeltelijk bevaarbaar. Incidenteel wordt de sluis geopend voor vaartuigen.
De waterloop doorsnijdt de wijk Stadshagen in zijn geheel. De gemeente Zwolle heeft van het gebied in de wijk Stadshagen een park gemaakt. De Oude Wetering komt naast de gelijknamige weg vanuit de polder Mastenbroek, via een aquaduct over de N331 (de Hasselterweg) de wijk binnen. Langs het grootste deel van de waterloop ligt een fietspad.

## Geschiedenis
In de 14e eeuw is begonnen met de ontwikkeling van de polder Mastenbroek. Voor de afwatering hiervan werd onder meer de Oude Wetering aangelegd.

## Waterbeheer
Het Zwarte Water wordt beheerd door waterschap Drents Overijsselse Delta. Deze organisatie is verantwoordelijk voor het peilbeheer, de waterkwaliteit en het onderhoud van oevers en infrastructuur langs de rivier. Daarnaast monitort het waterschap de ecologische toestand en voert het maatregelen uit in het kader van klimaatadaptatie en hoogwaterveiligheid.